# Gross Leckihorn
Das Gross Leckihorn (3068 m ü. M.) ist ein Gipfel im Gotthardmassiv in den Lepontinischen Alpen. Etwas mehr als 300 Meter südöstlich davon befindet sich das Chli Leckihorn (auch Chli Läckihorn) (3023 m ü. M.). Beide Gipfelpunkte befinden sich im Grenzkamm der Schweizer Kantone Uri und Wallis.
Lecki ist die schweizerdeutsche Bezeichnung für eine Lecke, der Name des Berges ist wohl darauf zurückzuführen, dass für Gämsen oder Ziegen in der Nähe Salz gestreut wurde.

## Lage und Umgebung
Das Gross Leckihorn befindet sich im westlichen Teil des Gotthardmassivs, 5,5 Kilometer südöstlich des Furkapasses sowie etwa 8 Kilometer westsüdwestlich des Gotthardpasses. Der Gipfel des Gross Leckihorn entsendet drei Grate: nach Norden, zum Leckipass (2891 m), nach Südwesten zum Muttenpass (2909 m) sowie nach Südosten zum Witenwasserenpass (2805 m). Südwest- und Südostgrat bilden die Kantonsgrenze zwischen Uri im Norden und dem Wallis im Süden. Im Südostgrat ragt sich etwas mehr als 300 Meter entfernt das Chli Leckihorn auf, die tiefste Scharte zwischen Haupt- und Nebengipfel misst 2967 m.
Westlich des Leckihorns befindet sich das Nährgebiet des Muttengletschers, der Richtung Nordwesten auf der Nordseite der Muttenhörner fliesst. Östlich des Berges liegt der Witenwasserengletscher, der Richtung Norden fliesst. Beides sind kleinere, etwa gleich grosse Gletscher, im Jahr 2009 wurde für beide eine Fläche von etwas mehr als 0,6 km² ermittelt.
Der Furka-Basistunnel Tunnel unterquert das Gotthardmassiv knapp 500 Meter nordwestlich des Gross Leckihorns.

## Alpinismus
Der einfachste Anstieg auf das Gross Leckihorn führt von der Rotondohütte über den Leckipass und den Nordgrat. Der Schwierigkeitsgrad wird in der SAC-Berg- und Hochtourenskala mit L (leicht) angegeben, der Zeitbedarf beträgt etwa zwei Stunden. Erheblich schwieriger ist die Besteigung über das Chli Leckihorn. und den Südostgrat. Ausgehend vom Witenwasserenpass sind dabei Kletterschwierigkeiten bis UIAA IV- zu bewältigen.
Häufig wird das Gross Leckihorn im Rahmen einer Skitour bestiegen. Der übliche Anstieg erfolgt dabei wie im Sommer über die Rotondohütte, den Leckipass und den Nordgrat. Das Skidepot ist dabei üblicherweise vor der letzten Versteilung des Nordgrats. Der Schwierigkeitsgrad wird dabei auf der SAC-Skitourenskala mit WS+ angegeben. Für die Abfahrt gibt es einige Varianten mit ähnlicher Schwierigkeit, beispielsweise über den Muttengletscher oder über das Rottällihorn.